# (48639) 1995 TL8
(48639) 1995 TL8 là một thiên thể ngoài Hải Vương tinh nằm ở đĩa phân tán tại vùng rìa ngoài của Hệ Mặt Trời. Nó được khám phá bởi Ariana Gleason vào năm 1995 và có đường kính khoảng 176 km. Vệ tinh có đường kính 80 km của nó, có định danh tạm thời là S/2002 (48639) 1, được khám phá vào ngày 9 tháng 11 năm 2002.

## Khám phá
1995 TL8 được khám phá vào ngày 15 tháng 10 năm 1995, bởi nhà thiên văn học người Mỹ Ariana Gleason, một phần của dự án Spacewatch thuộc Đại học Arizona tại Đài thiên văn quốc gia Kitt Peak, gần Tucson, Arizona. Đây là vật thể đầu tiên được xếp loại là thiên thể đĩa phân tán (SDO) được khám phá, trước (15874) 1996 TL66 gần một năm.

## Thiên thể phân tán-mở rộng

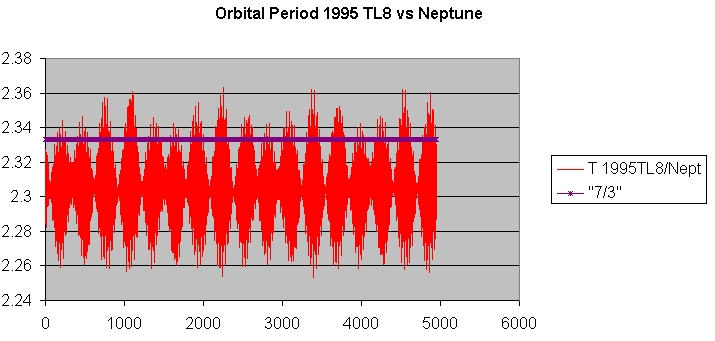
Chu kỳ quỹ đạo của 1995 TL8 bị thiếu cộng hưởng 7:3 (2.333) với Hải Vương tinh.

1995 TL8 được phân loại là vật thể tách rời (phân tán-mở rộng) theo Khảo sát Hoàng đạo Sâu, vì quỹ đạo của nó dường như vượt ra ngoài các nhiễu loạn đáng kể với quỹ đạo hiện tại của Hải Vương tinh. Tuy nhiên, nếu Hải Vương tinh di cư ra ngoài, sẽ có một khoảng thời gian Hải Vương tinh có độ lệch tâm cao hơn. Các mô phỏng được thực hiện vào năm 2007 cho thấy 1995 TL8 dường như có ít hơn 1% cơ hội được cộng hưởng 3:7 với Hải Vương tinh, nhưng nó thực hiện các lưu thông gần cộng hưởng này.

## Đánh số và đặt tên
Hành tinh vi hình này được đánh số bởi Trung tâm Hành tinh nhỏ (MPC) vào ngày 20 tháng 11 năm 2002. Cho đến năm 2018, nó vẫn chưa được đặt tên.

## Vệ tinh

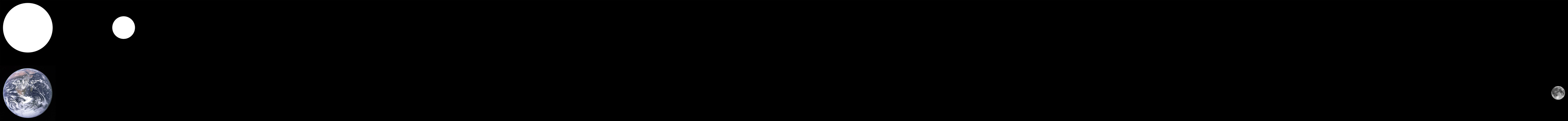
So sánh kích thước và khoảng cách của hệ 1995 TL8 với hệ Trái Đất - Mặt Trăng. Kích thước của hệ Trái Đất - Mặt Trăng đã được giảm bớt nên trông Trái Đất to bằng 1995 TL8.

Một vệ tinh tự nhiên đã được Denise C. Stephens và Keith S. Noll phát hiện, từ các quan sát với Kính viễn vọng không gian Hubble chụp ngày 9 tháng 11 năm 2002 và được công bố vào ngày 5 tháng 10 năm 2005. Vệ tinh, được chỉ định là S/2002 (48639) 1, tương đối lớn, có khối lượng có khả năng khoảng 10% của hành tinh mẹ. Quỹ đạo của nó chưa được xác định, nhưng hai vật thể này chỉ cách nhau khoảng 420 km (260 dặm) tại thời điểm phát hiện, với chu kỳ quỹ đạo có thể là khoảng nửa ngày và đường kính ước tính là 161 km (100 dặm).